# اسب سپید آفینگتون
اسب سپید آفینگتون (انگلیسی: Uffington White Horse) تپه‌نگاره‌ای بسیار استیلیزه از دورهٔ پیشاتاریخ بریتانیاست که ۱۱۰ متر طول دارد و با گچ فرنگی در گودال‌هایی عمیق حفاری شده‌است.
گاردین در سال ۲۰۰۳ اسب سپید آفینگتون را شاهکار مینیمالیسیتی ۳۰۰۰ ساله خواند که همچنان از گزند آسیب مصون نگه داشته شده‌است.